# Битка при Денен
Битката при Денен (на валонски език: Denain) се състои на 24 юли 1712 г. Тя е последната голяма битка от Войната за испанското наследство.

## Предистория
След оттеглянето на Англия от войната и на нейния блестящ генерал Марлборо, Евгений Савойски се стреми с австрийски и холандски сили да пробие и без това нарушената отбрана на Франция и да постигне успешен за Великия съюз край на войната. Той формира армия от 130 000 души, която разполага зад укрепленията близо до Денен и започва обсада на Ландрези – последната крепост, след която се отваря свободен път към Париж. Срещу него е изпратен маршал Вилар, герой от битката при Малплаке, за да провали обсадата и така да спаси Франция.

## Ход на битката
Вилар решава да изненада оставените при Денен холандски части, докато останалата част от армията на Евгений обсажда крепостта (на 10 мили на юг). В деня на битката 70-те хиляди французи на Вилар изминават 14 мили до Денен и нападат холандците. Макар и по-малко като брой, в началото холандците оказват ожесточена съпротива, унищожавайки с артилерийски огън водещите три батальона на французите. Вилар веднага решава да се възползва от предизвиканата димна завеса и изпраща една пехотна колона тихо да нахлуе в холандските окопи. Когато димът се разнася, и холандците откриват измамата, започва ожесточен бой, в който те нямат шанс и се втурват в паническо бягство. Тъкмо в този момент Евгений Савойски се появява на близките височини с подкрепления, но се оказва, че не може да се притече на помощ, възпрепятстван от скрити френски резерви. Намерението му да ги нападне е изоставено, когато разбира, че трета френска сила бърза на помощ откъм Валансиен. Той се оттегля, изоставяйки Денен, където загиват малко над 8000 от неговите войници срещу 500 французи.

## Значение
Сражението няма решително стратегическо значение за хода на войната, тъй като съотношението на силите остава в полза на съюзниците. Все пак то проваля обсадата на Ландрези и спасява Франция. Най-важно остава обстоятелството, че Вилар пропагандира тази малка победа като голям успех и като доказателство за неспособността на Евгений да сломи френската съпротива. Това убеждава холандците и повечето германски държави да търсят мир и води пряко до сключването на договора от Утрехт през 1713 г. Той е сключен без съгласието на Австрия и затова се налага през следващата година да бъде допълнен с Ращатския мирен договор.